# Kuurne-Bruxelles-Kuurne 2021
La 73e édition de Kuurne-Bruxelles-Kuurne, une course cycliste masculine sur route, a lieu en Belgique le 28 février 2021. L'épreuve est disputée sur 201 kilomètres avec un départ et une arrivée à Kuurne. Elle fait partie du calendrier UCI ProSeries 2021 (deuxième niveau mondial) en catégorie 1.Pro. 
Le parcours reste très semblable à celui de l'édition 2020, avec l'addition du Tiegemberg et du Boembeek en remplacement de l'Eikenmolenberg.

## Équipes participantes
| WorldTeams (17)- AG2R Citroën Team - Astana-Premier Tech - Bora-Hansgrohe - Bahrain Victorious - Team BikeExchange - Cofidis - Team DSM - Deceuninck-Quick Step - EF Education-Nippo - Groupama-FDJ - Ineos Grenadiers - Intermarché-Wanty-Gobert Matériaux - Israel Start-Up Nation - Lotto Soudal - Qhubeka Assos - Trek-Segafredo - UAE Team Emirates ProTeams (8)- Alpecin-Fenix - Arkéa-Samsic - Bingoal-WB - Sport Vlaanderen-Baloise - B&B Hotels p/b KTM - Uno-X Pro Cycling Team - Vini Zabù - Total Direct Énergie |
| |

## Parcours
| Mont | Nom                          | Km  | Revêtement     | Longueur (m) | Pente moyenne | Pente maxi | Km de l'arrivée |
| ---- | ---------------------------- | --- | -------------- | ------------ | ------------- | ---------- | --------------- |
| 1    | Tiegemberg                   | 22  | asphalte       | 750          | 5 %           | 9 %        |                 |
| 2    | Volkegemberg (nl)            | 41  | asphalte/pavés | 1 075        | 5 %           | 12 %       |                 |
| 3    | Boembeek                     | 59  | asphalte       | 1 100        | 4,7 %         |            |                 |
| 4    | Bossenaarberg (nl)           | 78  | asphalte       | 1 300        | 5,6 %         |            |                 |
| 5    | Mont Saint-Laurent           | 95  | pavés          | 1 330        | 7,8 %         |            |                 |
| 6    | La Houppe                    | 109 | asphalte       | 1 600        | 6,4 %         | 14,4 %     |                 |
| 7    | Kanarieberg                  | 114 | asphalte       | 1 000        | 7,7 %         | 14 %       |                 |
| 8    | Kruisberg/Hotondberg (nl)    | 123 | asphalte       | 2 700        | 3,1 %         | 9 %        |                 |
| 9    | Côte de Trieu                | 131 | asphalte       | 1 300        | 7 %           | 13 %       |                 |
| 10   | Oude Kwaremont               | 140 | pavés          | 2 200        | 4 %           | 11,6       |                 |
| 11   | Mont de l'Enclus - côté nord | 147 | pavés          | 1 100        | 6 %           | 11%        |                 |

## Classements

### Classement final
| \| Classement général \| Classement général \| Classement général \| Classement général \| Classement général \| \| Coureur \| Coureur \| Pays \| Équipe \| Temps \| \| ------------------ \| --------------------- \| ------------------ \| ---------------------- \| ------------------ \| \| 1er \| Mads Pedersen \| Danemark \| Trek-Segafredo \| 4 h 37 min 04 s \| \| 2e \| Anthony Turgis \| France \| Total Direct Énergie \| + 0 s \| \| 3e \| Tom Pidcock \| Royaume-Uni \| Ineos Grenadiers \| + 0 s \| \| 4e \| Matteo Trentin \| Italie \| UAE Team Emirates \| + 0 s \| \| 5e \| Jenthe Biermans \| Belgique \| Israel Start-Up Nation \| + 0 s \| \| 6e \| Sonny Colbrelli \| Italie \| Bahrain Victorious \| + 0 s \| \| 7e \| Nils Politt \| Allemagne \| Bora-Hansgrohe \| + 0 s \| \| 8e \| Greg Van Avermaet \| Belgique \| AG2R Citroën Team \| + 0 s \| \| 9e \| Bert Van Lerberghe \| Belgique \| Deceuninck-Quick Step \| + 0 s \| \| 10e \| Erik Nordsæter Resell \| Norvège \| Uno-X Pro Cycling Team \| + 0 s \| |                       |             |                        |                 |
| |                       |             |                        |                 |
| Source : ProCyclingStats |                       |             |                        |                 |
| Classement général |                       |             |                        |                 |
| Coureur | Coureur               | Pays        | Équipe                 | Temps           |
| 1er | Mads Pedersen         | Danemark    | Trek-Segafredo         | 4 h 37 min 04 s |
| 2e | Anthony Turgis        | France      | Total Direct Énergie   | + 0 s           |
| 3e | Tom Pidcock           | Royaume-Uni | Ineos Grenadiers       | + 0 s           |
| 4e | Matteo Trentin        | Italie      | UAE Team Emirates      | + 0 s           |
| 5e | Jenthe Biermans       | Belgique    | Israel Start-Up Nation | + 0 s           |
| 6e | Sonny Colbrelli       | Italie      | Bahrain Victorious     | + 0 s           |
| 7e | Nils Politt           | Allemagne   | Bora-Hansgrohe         | + 0 s           |
| 8e | Greg Van Avermaet     | Belgique    | AG2R Citroën Team      | + 0 s           |
| 9e | Bert Van Lerberghe    | Belgique    | Deceuninck-Quick Step  | + 0 s           |
| 10e | Erik Nordsæter Resell | Norvège     | Uno-X Pro Cycling Team | + 0 s           |

### Classements UCI
La course attribue des points au Classement mondial UCI 2021 selon le barème suivant.
| Position           | 1er | 2e  | 3e  | 4e  | 5e | 6e | 7e | 8e | 9e | 10e | 11e | 12e | 13e | 14e | 15e | 16e à 30e | 31e à 40e |
| Classement général | 200 | 150 | 125 | 100 | 85 | 70 | 60 | 50 | 40 | 35  | 30  | 25  | 20  | 15  | 10  | 5         | 3         |

## Liste de participants
| Deceuninck-Quick Step DQT | Deceuninck-Quick Step DQT    | Deceuninck-Quick Step DQT |
| ------------------------- | ---------------------------- | ------------------------- |
| Num                       | Coureur                      | Pos                       |
| 1                         | Kasper Asgreen (DEN) (route) | 34e                       |
| 2                         | Álvaro Hodeg (COL)           | 97e                       |
| 3                         | Stijn Steels (BEL)           | 54e                       |
| 4                         | Yves Lampaert (BEL)          | 67e                       |
| 5                         | Jannik Steimle (GER)         | 56e                       |
| 6                         | Zdeněk Štybar (CZE)          | 98e                       |
| 7                         | Bert Van Lerberghe (BEL)     | 9e                        |

| Trek-Segafredo TFS | Trek-Segafredo TFS   | Trek-Segafredo TFS |
| ------------------ | -------------------- | ------------------ |
| Num                | Coureur              | Pos                |
| 11                 | Jasper Stuyven (BEL) | 22e                |
| 12                 | Mads Pedersen (DEN)  | 1er                |
| 13                 | Alex Kirsch (LUX)    | AB                 |
| 14                 | Jakob Egholm (DEN)   | AB                 |
| 16                 | Edward Theuns (BEL)  | 71e                |
| 17                 | Ryan Mullen (IRL)    | AB                 |

| AG2R Citroën Team ACT | AG2R Citroën Team ACT   | AG2R Citroën Team ACT |
| --------------------- | ----------------------- | --------------------- |
| Num                   | Coureur                 | Pos                   |
| 21                    | Greg Van Avermaet (BEL) | 8e                    |
| 22                    | Oliver Naesen (BEL)     | 16e                   |
| 23                    | Julien Duval (FRA)      | AB                    |
| 24                    | Lawrence Naesen (BEL)   | AB                    |
| 25                    | Marc Sarreau (FRA)      | AB                    |
| 26                    | Anthony Jullien (FRA)   | 72e                   |
| 27                    | Gijs Van Hoecke (BEL)   | 92e                   |

| Bora-Hansgrohe BOH | Bora-Hansgrohe BOH      | Bora-Hansgrohe BOH |
| ------------------ | ----------------------- | ------------------ |
| Num                | Coureur                 | Pos                |
| 31                 | Maciej Bodnar (POL)     | 31e                |
| 32                 | Ide Schelling (NED)     | 11e                |
| 33                 | Patrick Gamper (AUT)    | 33e                |
| 34                 | Jordi Meeus (BEL)       | 81e                |
| 35                 | Daniel Oss (ITA)        | 65e                |
| 36                 | Lukas Pöstlberger (AUT) | 106e               |
| 37                 | Nils Politt (GER)       | 7e                 |

| Ineos Grenadiers IGD | Ineos Grenadiers IGD   | Ineos Grenadiers IGD |
| -------------------- | ---------------------- | -------------------- |
| Num                  | Coureur                | Pos                  |
| 41                   | Leonardo Basso (ITA)   | AB                   |
| 42                   | Owain Doull (GBR)      | 86e                  |
| 43                   | Ethan Hayter (GBR)     | AB                   |
| 44                   | Gianni Moscon (ITA)    | AB                   |
| 45                   | Jhonatan Narváez (ECU) | 29e                  |
| 46                   | Tom Pidcock (GBR)      | 3e                   |
| 47                   | Michał Gołaś (POL)     | AB                   |

| Lotto-Soudal LTS | Lotto-Soudal LTS         | Lotto-Soudal LTS |
| ---------------- | ------------------------ | ---------------- |
| Num              | Coureur                  | Pos              |
| 51               | John Degenkolb (GER)     | 17e              |
| 52               | Tim Wellens (BEL)        | 74e              |
| 53               | Florian Vermeersch (BEL) | AB               |
| 54               | Frederik Frison (BEL)    | 25e              |
| 55               | Gerben Thijssen (BEL)    | AB               |
| 56               | Andreas Kron (DEN)       | AB               |
| 57               | Stefano Oldani (ITA)     | AB               |

| Israel Start-Up Nation ISN | Israel Start-Up Nation ISN | Israel Start-Up Nation ISN |
| -------------------------- | -------------------------- | -------------------------- |
| Num                        | Coureur                    | Pos                        |
| 61                         | Rudy Barbier (FRA)         | 42e                        |
| 62                         | Jenthe Biermans (BEL)      | 5e                         |
| 63                         | Guillaume Boivin (CAN)     | 63e                        |
| 64                         | Sep Vanmarcke (BEL)        | AB                         |
| 65                         | Hugo Hofstetter (FRA)      | 60e                        |
| 66                         | Mads Würtz Schmidt (DEN)   | AB                         |
| 67                         | Tom Van Asbroeck (BEL)     | 49e                        |

| Groupama-FDJ GFC | Groupama-FDJ GFC            | Groupama-FDJ GFC |
| ---------------- | --------------------------- | ---------------- |
| Num              | Coureur                     | Pos              |
| 71               | Arnaud Démare (FRA) (route) | 37e              |
| 72               | Kevin Geniets (LUX) (route) | 90e              |
| 73               | Stefan Küng (SUI) (route)   | 20e              |
| 74               | Miles Scotson (AUS)         | 77e              |
| 75               | Fabian Lienhard (SUI)       | 111e             |
| 76               | Tobias Ludvigsson (SWE)     | AB               |
| 77               | Ramon Sinkeldam (NED)       | 55e              |

| UAE Team Emirates UAD | UAE Team Emirates UAD           | UAE Team Emirates UAD |
| --------------------- | ------------------------------- | --------------------- |
| Num                   | Coureur                         | Pos                   |
| 81                    | Alexander Kristoff (NOR)        | 40e                   |
| 82                    | Sven Erik Bystrøm (NOR) (route) | 105e                  |
| 83                    | Ryan Gibbons (RSA) (route)      | 83e                   |
| 84                    | Marco Marcato (ITA)             | 95e                   |
| 85                    | Vegard Stake Laengen (NOR)      | 61e                   |
| 86                    | Oliviero Troia (ITA)            | AB                    |
| 87                    | Matteo Trentin (ITA)            | 4e                    |

| EF Education-Nippo EFN | EF Education-Nippo EFN    | EF Education-Nippo EFN |
| ---------------------- | ------------------------- | ---------------------- |
| Num                    | Coureur                   | Pos                    |
| 91                     | Moreno Hofland (NED)      | AB                     |
| 92                     | Jens Keukeleire (BEL)     | 53e                    |
| 93                     | Sebastian Langeveld (NED) | 68e                    |
| 94                     | Jonas Rutsch (GER)        | AB                     |
| 95                     | Thomas Scully (NZL)       | AB                     |
| 96                     | Mitchell Docker (AUS)     | AB                     |
| 97                     | Julius van den Berg (NED) | 109e                   |

| Intermarché-Wanty-Gobert Matériaux IWG | Intermarché-Wanty-Gobert Matériaux IWG | Intermarché-Wanty-Gobert Matériaux IWG |
| -------------------------------------- | -------------------------------------- | -------------------------------------- |
| Num                                    | Coureur                                | Pos                                    |
| 101                                    | Ludwig De Winter (BEL)                 | 114e                                   |
| 102                                    | Tom Devriendt (BEL)                    | AB                                     |
| 103                                    | Taco van der Hoorn (NED)               | 69e                                    |
| 104                                    | Andrea Pasqualon (ITA)                 | 78e                                    |
| 105                                    | Boy van Poppel (NED)                   | AB                                     |
| 106                                    | Danny van Poppel (NED)                 | 39e                                    |
| 107                                    | Pieter Vanspeybrouck (BEL)             | AB                                     |

| Qhubeka Assos TQA | Qhubeka Assos TQA        | Qhubeka Assos TQA |
| ----------------- | ------------------------ | ----------------- |
| Num               | Coureur                  | Pos               |
| 111               | Sander Armée (BEL)       | 113e              |
| 112               | Victor Campenaerts (BEL) | 66e               |
| 113               | Dimitri Claeys (BEL)     | 13e               |
| 114               | Michael Gogl (AUT)       | 27e               |
| 115               | Carlos Barbero (ESP)     | 45e               |
| 116               | Andreas Stokbro (DEN)    | 88e               |
| 117               | Łukasz Wiśniowski (POL)  | 23e               |

| Bahrain Victorious TBV | Bahrain Victorious TBV  | Bahrain Victorious TBV |
| ---------------------- | ----------------------- | ---------------------- |
| Num                    | Coureur                 | Pos                    |
| 121                    | Sonny Colbrelli (ITA)   | 6e                     |
| 122                    | Mark Padun (UKR)        | 64e                    |
| 123                    | Marco Haller (AUT)      | 35e                    |
| 124                    | Heinrich Haussler (AUS) | 32e                    |
| 125                    | Marcel Sieberg (GER)    | AB                     |
| 126                    | Dylan Teuns (BEL)       | 30e                    |
| 127                    | Stephen Williams (GBR)  | AB                     |

| Cofidis COF | Cofidis COF              | Cofidis COF |
| ----------- | ------------------------ | ----------- |
| Num         | Coureur                  | Pos         |
| 131         | Christophe Laporte (FRA) | AB          |
| 132         | Piet Allegaert (BEL)     | 44e         |
| 133         | Tom Bohli (SUI)          | 100e        |
| 134         | Jempy Drucker (LUX)      | 59e         |
| 135         | Szymon Sajnok (POL)      | AB          |
| 136         | André Carvalho (POR)     | AB          |
| 137         | Jelle Wallays (BEL)      | 73e         |

| Astana-Premier Tech APT | Astana-Premier Tech APT | Astana-Premier Tech APT |
| ----------------------- | ----------------------- | ----------------------- |
| Num                     | Coureur                 | Pos                     |
| 141                     | Alex Aranburu (ESP)     | 50e                     |
| 142                     | Manuele Boaro (ITA)     | AB                      |
| 143                     | Artyom Zakharov (KAZ)   | 26e                     |
| 144                     | Fabio Felline (ITA)     | 58e                     |
| 145                     | Gorka Izagirre (ESP)    | 52e                     |
| 146                     | Davide Martinelli (ITA) | AB                      |
| 147                     | Benjamin Perry (CAN)    | 87e                     |

| BikeExchange BEX | BikeExchange BEX              | BikeExchange BEX |
| ---------------- | ----------------------------- | ---------------- |
| Num              | Coureur                       | Pos              |
| 151              | Luke Durbridge (AUS)          | 36e              |
| 152              | Alexander Edmondson (AUS)     | 79e              |
| 153              | Dion Smith (NZL)              | AB               |
| 154              | Robert Stannard (AUS)         | 46e              |
| 155              | Callum Scotson (AUS)          | NP               |
| 156              | Amund Grøndahl Jansen (NOR)   | 15e              |
| 157              | Christopher Juul Jensen (DEN) | 82e              |

| Team DSM DSM | Team DSM DSM               | Team DSM DSM |
| ------------ | -------------------------- | ------------ |
| Num          | Coureur                    | Pos          |
| 161          | Søren Kragh Andersen (DEN) | 28e          |
| 162          | Tiesj Benoot (BEL)         | 21e          |
| 163          | Marco Brenner (GER)        | NP           |
| 164          | Casper Pedersen (DEN)      | 89e          |
| 165          | Nils Eekhoff (NED)         | 43e          |
| 166          | Max Kanter (GER)           | AB           |
| 167          | Andreas Leknessund (NOR)   | 91e          |

| Alpecin-Fenix AFC | Alpecin-Fenix AFC                  | Alpecin-Fenix AFC |
| ----------------- | ---------------------------------- | ----------------- |
| Num               | Coureur                            | Pos               |
| 171               | Mathieu van der Poel (NED) (route) | 12e               |
| 172               | Jonas Rickaert (BEL)               | 62e               |
| 173               | Silvan Dillier (SUI)               | AB                |
| 174               | Edward Planckaert (BEL)            | 104e              |
| 175               | Oscar Riesebeek (NED)              | 84e               |
| 176               | Lionel Taminiaux (BEL)             | AB                |
| 177               | Tim Merlier (BEL)                  | 38e               |

| Arkéa-Samsic ARK | Arkéa-Samsic ARK    | Arkéa-Samsic ARK |
| ---------------- | ------------------- | ---------------- |
| Num              | Coureur             | Pos              |
| 181              | Thomas Boudat (FRA) | 75e              |
| 182              | Amaury Capiot (BEL) | 41e              |
| 183              | Markus Pajur (EST)  | AB               |
| 184              | Daniel McLay (GBR)  | 51e              |
| 185              | Clément Russo (FRA) | AB               |
| 186              | Connor Swift (GBR)  | AB               |
| 187              | Bram Welten (NED)   | 103e             |

| Vini Zabù THR | Vini Zabù THR           | Vini Zabù THR |
| ------------- | ----------------------- | ------------- |
| Num           | Coureur                 | Pos           |
| 191           | Jakub Mareczko (ITA)    | AB            |
| 192           | Kamil Gradek (POL)      | 57e           |
| 193           | Joab Schneiter (SUI)    | AB            |
| 194           | Marco Frapporti (ITA)   | AB            |
| 195           | Etienne van Empel (NED) | 99e           |
| 196           | Mattia Bevilacqua (ITA) | AB            |
| 197           | Davide Orrico (ITA)     | AB            |

| Uno-X Pro Cycling Team UXT | Uno-X Pro Cycling Team UXT    | Uno-X Pro Cycling Team UXT |
| -------------------------- | ----------------------------- | -------------------------- |
| Num                        | Coureur                       | Pos                        |
| 201                        | Søren Wærenskjold (NOR)       | AB                         |
| 202                        | Markus Hoelgaard (NOR)        | 14e                        |
| 203                        | Rasmus Tiller (NOR)           | 93e                        |
| 204                        | Erik Nordsæter Resell (NOR)   | 10e                        |
| 205                        | Jonas Iversby Hvideberg (NOR) | 18e                        |
| 206                        | Kristoffer Halvorsen (NOR)    | 48e                        |
| 207                        | Anders Skaarseth (NOR)        | 94e                        |

| Total Direct Énergie TDE | Total Direct Énergie TDE   | Total Direct Énergie TDE |
| ------------------------ | -------------------------- | ------------------------ |
| Num                      | Coureur                    | Pos                      |
| 211                      | Edvald Boasson Hagen (NOR) | AB                       |
| 212                      | Leonardo Bonifazio (ITA)   | AB                       |
| 213                      | Lorrenzo Manzin (FRA)      | 76e                      |
| 214                      | Geoffrey Soupe (FRA)       | AB                       |
| 215                      | Niki Terpstra (NED)        | AB                       |
| 216                      | Anthony Turgis (FRA)       | 2e                       |
| 217                      | Dries Van Gestel (BEL)     | AB                       |

| Bingoal-WB BWB | Bingoal-WB BWB                      | Bingoal-WB BWB |
| -------------- | ----------------------------------- | -------------- |
| Num            | Coureur                             | Pos            |
| 221            | Stanisław Aniołkowski (POL) (route) | 85e            |
| 222            | Joël Suter (SUI)                    | AB             |
| 223            | Timothy Dupont (BEL)                | 107e           |
| 224            | Arjen Livyns (BEL)                  | 19e            |
| 225            | Tom Paquot (BEL)                    | 24e            |
| 226            | Laurenz Rex (BEL)                   | 96e            |
| 227            | Boris Vallée (BEL)                  | 108e           |

| Sport Vlaanderen-Baloise SVB | Sport Vlaanderen-Baloise SVB | Sport Vlaanderen-Baloise SVB |
| ---------------------------- | ---------------------------- | ---------------------------- |
| Num                          | Coureur                      | Pos                          |
| 231                          | Lindsay De Vylder (BEL)      | 47e                          |
| 232                          | Gilles De Wilde (BEL)        | AB                           |
| 233                          | Arne Marit (BEL)             | 102e                         |
| 234                          | Jens Reynders (BEL)          | AB                           |
| 235                          | Fabio Van den Bossche (BEL)  | AB                           |
| 236                          | Ward Vanhoof (BEL)           | 101e                         |
| 237                          | Sasha Weemaes (BEL)          | AB                           |

| B&B Hotels p/b KTM BBK | B&B Hotels p/b KTM BBK    | B&B Hotels p/b KTM BBK |
| ---------------------- | ------------------------- | ---------------------- |
| Num                    | Coureur                   | Pos                    |
| 241                    | Bryan Coquard (FRA)       | 70e                    |
| 242                    | Bert De Backer (BEL)      | AB                     |
| 243                    | Jens Debusschere (BEL)    | AB                     |
| 244                    | Jérémy Lecroq (FRA)       | AB                     |
| 245                    | Cyril Lemoine (FRA)       | 80e                    |
| 246                    | Julien Morice (FRA)       | 110e                   |
| 247                    | Jonas Van Genechten (BEL) | 112e                   |

| Deceuninck-Quick Step DQT | Deceuninck-Quick Step DQT    | Deceuninck-Quick Step DQT |
| ------------------------- | ---------------------------- | ------------------------- |
| Num                       | Coureur                      | Pos                       |
| 1                         | Kasper Asgreen (DEN) (route) | 34e                       |
| 2                         | Álvaro Hodeg (COL)           | 97e                       |
| 3                         | Stijn Steels (BEL)           | 54e                       |
| 4                         | Yves Lampaert (BEL)          | 67e                       |
| 5                         | Jannik Steimle (GER)         | 56e                       |
| 6                         | Zdeněk Štybar (CZE)          | 98e                       |
| 7                         | Bert Van Lerberghe (BEL)     | 9e                        |

| Trek-Segafredo TFS | Trek-Segafredo TFS   | Trek-Segafredo TFS |
| ------------------ | -------------------- | ------------------ |
| Num                | Coureur              | Pos                |
| 11                 | Jasper Stuyven (BEL) | 22e                |
| 12                 | Mads Pedersen (DEN)  | 1er                |
| 13                 | Alex Kirsch (LUX)    | AB                 |
| 14                 | Jakob Egholm (DEN)   | AB                 |
| 16                 | Edward Theuns (BEL)  | 71e                |
| 17                 | Ryan Mullen (IRL)    | AB                 |

| AG2R Citroën Team ACT | AG2R Citroën Team ACT   | AG2R Citroën Team ACT |
| --------------------- | ----------------------- | --------------------- |
| Num                   | Coureur                 | Pos                   |
| 21                    | Greg Van Avermaet (BEL) | 8e                    |
| 22                    | Oliver Naesen (BEL)     | 16e                   |
| 23                    | Julien Duval (FRA)      | AB                    |
| 24                    | Lawrence Naesen (BEL)   | AB                    |
| 25                    | Marc Sarreau (FRA)      | AB                    |
| 26                    | Anthony Jullien (FRA)   | 72e                   |
| 27                    | Gijs Van Hoecke (BEL)   | 92e                   |

| Bora-Hansgrohe BOH | Bora-Hansgrohe BOH      | Bora-Hansgrohe BOH |
| ------------------ | ----------------------- | ------------------ |
| Num                | Coureur                 | Pos                |
| 31                 | Maciej Bodnar (POL)     | 31e                |
| 32                 | Ide Schelling (NED)     | 11e                |
| 33                 | Patrick Gamper (AUT)    | 33e                |
| 34                 | Jordi Meeus (BEL)       | 81e                |
| 35                 | Daniel Oss (ITA)        | 65e                |
| 36                 | Lukas Pöstlberger (AUT) | 106e               |
| 37                 | Nils Politt (GER)       | 7e                 |

| Ineos Grenadiers IGD | Ineos Grenadiers IGD   | Ineos Grenadiers IGD |
| -------------------- | ---------------------- | -------------------- |
| Num                  | Coureur                | Pos                  |
| 41                   | Leonardo Basso (ITA)   | AB                   |
| 42                   | Owain Doull (GBR)      | 86e                  |
| 43                   | Ethan Hayter (GBR)     | AB                   |
| 44                   | Gianni Moscon (ITA)    | AB                   |
| 45                   | Jhonatan Narváez (ECU) | 29e                  |
| 46                   | Tom Pidcock (GBR)      | 3e                   |
| 47                   | Michał Gołaś (POL)     | AB                   |

| Lotto-Soudal LTS | Lotto-Soudal LTS         | Lotto-Soudal LTS |
| ---------------- | ------------------------ | ---------------- |
| Num              | Coureur                  | Pos              |
| 51               | John Degenkolb (GER)     | 17e              |
| 52               | Tim Wellens (BEL)        | 74e              |
| 53               | Florian Vermeersch (BEL) | AB               |
| 54               | Frederik Frison (BEL)    | 25e              |
| 55               | Gerben Thijssen (BEL)    | AB               |
| 56               | Andreas Kron (DEN)       | AB               |
| 57               | Stefano Oldani (ITA)     | AB               |

| Israel Start-Up Nation ISN | Israel Start-Up Nation ISN | Israel Start-Up Nation ISN |
| -------------------------- | -------------------------- | -------------------------- |
| Num                        | Coureur                    | Pos                        |
| 61                         | Rudy Barbier (FRA)         | 42e                        |
| 62                         | Jenthe Biermans (BEL)      | 5e                         |
| 63                         | Guillaume Boivin (CAN)     | 63e                        |
| 64                         | Sep Vanmarcke (BEL)        | AB                         |
| 65                         | Hugo Hofstetter (FRA)      | 60e                        |
| 66                         | Mads Würtz Schmidt (DEN)   | AB                         |
| 67                         | Tom Van Asbroeck (BEL)     | 49e                        |

| Groupama-FDJ GFC | Groupama-FDJ GFC            | Groupama-FDJ GFC |
| ---------------- | --------------------------- | ---------------- |
| Num              | Coureur                     | Pos              |
| 71               | Arnaud Démare (FRA) (route) | 37e              |
| 72               | Kevin Geniets (LUX) (route) | 90e              |
| 73               | Stefan Küng (SUI) (route)   | 20e              |
| 74               | Miles Scotson (AUS)         | 77e              |
| 75               | Fabian Lienhard (SUI)       | 111e             |
| 76               | Tobias Ludvigsson (SWE)     | AB               |
| 77               | Ramon Sinkeldam (NED)       | 55e              |

| UAE Team Emirates UAD | UAE Team Emirates UAD           | UAE Team Emirates UAD |
| --------------------- | ------------------------------- | --------------------- |
| Num                   | Coureur                         | Pos                   |
| 81                    | Alexander Kristoff (NOR)        | 40e                   |
| 82                    | Sven Erik Bystrøm (NOR) (route) | 105e                  |
| 83                    | Ryan Gibbons (RSA) (route)      | 83e                   |
| 84                    | Marco Marcato (ITA)             | 95e                   |
| 85                    | Vegard Stake Laengen (NOR)      | 61e                   |
| 86                    | Oliviero Troia (ITA)            | AB                    |
| 87                    | Matteo Trentin (ITA)            | 4e                    |

| EF Education-Nippo EFN | EF Education-Nippo EFN    | EF Education-Nippo EFN |
| ---------------------- | ------------------------- | ---------------------- |
| Num                    | Coureur                   | Pos                    |
| 91                     | Moreno Hofland (NED)      | AB                     |
| 92                     | Jens Keukeleire (BEL)     | 53e                    |
| 93                     | Sebastian Langeveld (NED) | 68e                    |
| 94                     | Jonas Rutsch (GER)        | AB                     |
| 95                     | Thomas Scully (NZL)       | AB                     |
| 96                     | Mitchell Docker (AUS)     | AB                     |
| 97                     | Julius van den Berg (NED) | 109e                   |

| Intermarché-Wanty-Gobert Matériaux IWG | Intermarché-Wanty-Gobert Matériaux IWG | Intermarché-Wanty-Gobert Matériaux IWG |
| -------------------------------------- | -------------------------------------- | -------------------------------------- |
| Num                                    | Coureur                                | Pos                                    |
| 101                                    | Ludwig De Winter (BEL)                 | 114e                                   |
| 102                                    | Tom Devriendt (BEL)                    | AB                                     |
| 103                                    | Taco van der Hoorn (NED)               | 69e                                    |
| 104                                    | Andrea Pasqualon (ITA)                 | 78e                                    |
| 105                                    | Boy van Poppel (NED)                   | AB                                     |
| 106                                    | Danny van Poppel (NED)                 | 39e                                    |
| 107                                    | Pieter Vanspeybrouck (BEL)             | AB                                     |

| Qhubeka Assos TQA | Qhubeka Assos TQA        | Qhubeka Assos TQA |
| ----------------- | ------------------------ | ----------------- |
| Num               | Coureur                  | Pos               |
| 111               | Sander Armée (BEL)       | 113e              |
| 112               | Victor Campenaerts (BEL) | 66e               |
| 113               | Dimitri Claeys (BEL)     | 13e               |
| 114               | Michael Gogl (AUT)       | 27e               |
| 115               | Carlos Barbero (ESP)     | 45e               |
| 116               | Andreas Stokbro (DEN)    | 88e               |
| 117               | Łukasz Wiśniowski (POL)  | 23e               |

| Bahrain Victorious TBV | Bahrain Victorious TBV  | Bahrain Victorious TBV |
| ---------------------- | ----------------------- | ---------------------- |
| Num                    | Coureur                 | Pos                    |
| 121                    | Sonny Colbrelli (ITA)   | 6e                     |
| 122                    | Mark Padun (UKR)        | 64e                    |
| 123                    | Marco Haller (AUT)      | 35e                    |
| 124                    | Heinrich Haussler (AUS) | 32e                    |
| 125                    | Marcel Sieberg (GER)    | AB                     |
| 126                    | Dylan Teuns (BEL)       | 30e                    |
| 127                    | Stephen Williams (GBR)  | AB                     |

| Cofidis COF | Cofidis COF              | Cofidis COF |
| ----------- | ------------------------ | ----------- |
| Num         | Coureur                  | Pos         |
| 131         | Christophe Laporte (FRA) | AB          |
| 132         | Piet Allegaert (BEL)     | 44e         |
| 133         | Tom Bohli (SUI)          | 100e        |
| 134         | Jempy Drucker (LUX)      | 59e         |
| 135         | Szymon Sajnok (POL)      | AB          |
| 136         | André Carvalho (POR)     | AB          |
| 137         | Jelle Wallays (BEL)      | 73e         |

| Astana-Premier Tech APT | Astana-Premier Tech APT | Astana-Premier Tech APT |
| ----------------------- | ----------------------- | ----------------------- |
| Num                     | Coureur                 | Pos                     |
| 141                     | Alex Aranburu (ESP)     | 50e                     |
| 142                     | Manuele Boaro (ITA)     | AB                      |
| 143                     | Artyom Zakharov (KAZ)   | 26e                     |
| 144                     | Fabio Felline (ITA)     | 58e                     |
| 145                     | Gorka Izagirre (ESP)    | 52e                     |
| 146                     | Davide Martinelli (ITA) | AB                      |
| 147                     | Benjamin Perry (CAN)    | 87e                     |

| BikeExchange BEX | BikeExchange BEX              | BikeExchange BEX |
| ---------------- | ----------------------------- | ---------------- |
| Num              | Coureur                       | Pos              |
| 151              | Luke Durbridge (AUS)          | 36e              |
| 152              | Alexander Edmondson (AUS)     | 79e              |
| 153              | Dion Smith (NZL)              | AB               |
| 154              | Robert Stannard (AUS)         | 46e              |
| 155              | Callum Scotson (AUS)          | NP               |
| 156              | Amund Grøndahl Jansen (NOR)   | 15e              |
| 157              | Christopher Juul Jensen (DEN) | 82e              |

| Team DSM DSM | Team DSM DSM               | Team DSM DSM |
| ------------ | -------------------------- | ------------ |
| Num          | Coureur                    | Pos          |
| 161          | Søren Kragh Andersen (DEN) | 28e          |
| 162          | Tiesj Benoot (BEL)         | 21e          |
| 163          | Marco Brenner (GER)        | NP           |
| 164          | Casper Pedersen (DEN)      | 89e          |
| 165          | Nils Eekhoff (NED)         | 43e          |
| 166          | Max Kanter (GER)           | AB           |
| 167          | Andreas Leknessund (NOR)   | 91e          |

| Alpecin-Fenix AFC | Alpecin-Fenix AFC                  | Alpecin-Fenix AFC |
| ----------------- | ---------------------------------- | ----------------- |
| Num               | Coureur                            | Pos               |
| 171               | Mathieu van der Poel (NED) (route) | 12e               |
| 172               | Jonas Rickaert (BEL)               | 62e               |
| 173               | Silvan Dillier (SUI)               | AB                |
| 174               | Edward Planckaert (BEL)            | 104e              |
| 175               | Oscar Riesebeek (NED)              | 84e               |
| 176               | Lionel Taminiaux (BEL)             | AB                |
| 177               | Tim Merlier (BEL)                  | 38e               |

| Arkéa-Samsic ARK | Arkéa-Samsic ARK    | Arkéa-Samsic ARK |
| ---------------- | ------------------- | ---------------- |
| Num              | Coureur             | Pos              |
| 181              | Thomas Boudat (FRA) | 75e              |
| 182              | Amaury Capiot (BEL) | 41e              |
| 183              | Markus Pajur (EST)  | AB               |
| 184              | Daniel McLay (GBR)  | 51e              |
| 185              | Clément Russo (FRA) | AB               |
| 186              | Connor Swift (GBR)  | AB               |
| 187              | Bram Welten (NED)   | 103e             |

| Vini Zabù THR | Vini Zabù THR           | Vini Zabù THR |
| ------------- | ----------------------- | ------------- |
| Num           | Coureur                 | Pos           |
| 191           | Jakub Mareczko (ITA)    | AB            |
| 192           | Kamil Gradek (POL)      | 57e           |
| 193           | Joab Schneiter (SUI)    | AB            |
| 194           | Marco Frapporti (ITA)   | AB            |
| 195           | Etienne van Empel (NED) | 99e           |
| 196           | Mattia Bevilacqua (ITA) | AB            |
| 197           | Davide Orrico (ITA)     | AB            |

| Uno-X Pro Cycling Team UXT | Uno-X Pro Cycling Team UXT    | Uno-X Pro Cycling Team UXT |
| -------------------------- | ----------------------------- | -------------------------- |
| Num                        | Coureur                       | Pos                        |
| 201                        | Søren Wærenskjold (NOR)       | AB                         |
| 202                        | Markus Hoelgaard (NOR)        | 14e                        |
| 203                        | Rasmus Tiller (NOR)           | 93e                        |
| 204                        | Erik Nordsæter Resell (NOR)   | 10e                        |
| 205                        | Jonas Iversby Hvideberg (NOR) | 18e                        |
| 206                        | Kristoffer Halvorsen (NOR)    | 48e                        |
| 207                        | Anders Skaarseth (NOR)        | 94e                        |

| Total Direct Énergie TDE | Total Direct Énergie TDE   | Total Direct Énergie TDE |
| ------------------------ | -------------------------- | ------------------------ |
| Num                      | Coureur                    | Pos                      |
| 211                      | Edvald Boasson Hagen (NOR) | AB                       |
| 212                      | Leonardo Bonifazio (ITA)   | AB                       |
| 213                      | Lorrenzo Manzin (FRA)      | 76e                      |
| 214                      | Geoffrey Soupe (FRA)       | AB                       |
| 215                      | Niki Terpstra (NED)        | AB                       |
| 216                      | Anthony Turgis (FRA)       | 2e                       |
| 217                      | Dries Van Gestel (BEL)     | AB                       |

| Bingoal-WB BWB | Bingoal-WB BWB                      | Bingoal-WB BWB |
| -------------- | ----------------------------------- | -------------- |
| Num            | Coureur                             | Pos            |
| 221            | Stanisław Aniołkowski (POL) (route) | 85e            |
| 222            | Joël Suter (SUI)                    | AB             |
| 223            | Timothy Dupont (BEL)                | 107e           |
| 224            | Arjen Livyns (BEL)                  | 19e            |
| 225            | Tom Paquot (BEL)                    | 24e            |
| 226            | Laurenz Rex (BEL)                   | 96e            |
| 227            | Boris Vallée (BEL)                  | 108e           |

| Sport Vlaanderen-Baloise SVB | Sport Vlaanderen-Baloise SVB | Sport Vlaanderen-Baloise SVB |
| ---------------------------- | ---------------------------- | ---------------------------- |
| Num                          | Coureur                      | Pos                          |
| 231                          | Lindsay De Vylder (BEL)      | 47e                          |
| 232                          | Gilles De Wilde (BEL)        | AB                           |
| 233                          | Arne Marit (BEL)             | 102e                         |
| 234                          | Jens Reynders (BEL)          | AB                           |
| 235                          | Fabio Van den Bossche (BEL)  | AB                           |
| 236                          | Ward Vanhoof (BEL)           | 101e                         |
| 237                          | Sasha Weemaes (BEL)          | AB                           |

| B&B Hotels p/b KTM BBK | B&B Hotels p/b KTM BBK    | B&B Hotels p/b KTM BBK |
| ---------------------- | ------------------------- | ---------------------- |
| Num                    | Coureur                   | Pos                    |
| 241                    | Bryan Coquard (FRA)       | 70e                    |
| 242                    | Bert De Backer (BEL)      | AB                     |
| 243                    | Jens Debusschere (BEL)    | AB                     |
| 244                    | Jérémy Lecroq (FRA)       | AB                     |
| 245                    | Cyril Lemoine (FRA)       | 80e                    |
| 246                    | Julien Morice (FRA)       | 110e                   |
| 247                    | Jonas Van Genechten (BEL) | 112e                   |